# بيت القويي (بني العوام)

تعديل مصدري - تعديل

بيت القويي هي إحدى قرى عزلة قطعة الصرابي بمديرية بني العوام التابعة لمحافظة حجة، بلغ تعداد سكانها 114 نسمة حسب تعداد اليمن لعام 2004.